# Jujutsu Kaisen 0
Jujutsu Kaisen 0: Escola tècnica superior de màgia de l'àrea metropolitana de Tòquio (呪術廻戦 0 東京都立呪術高等専門学校, Jujutsu Kaisen 0 Tōkyō Toritsu Jujutsu Kōtō Senmon Gakkō) és una sèrie de manga japonesa escrita i il·lustrada per Gege Akutami. El manga, que originalment tan sols tenia el subtítol com a nom, es va publicar en sèrie a la revista Jump GIGA de Shueisha d'abril a juliol de 2017. Després que Akutami publiqués Jujutsu Kaisen el 2018, el nom del manga es va canviar pel de Jujutsu Kaisen 0, convertint-lo en una preqüela. Així, es va publicar en un sol volum tankōbon el desembre de 2018. Norma Comics va publicar-ne el manga en català el 25 de novembre de 2022.
La sèrie segueix en Yuta Okkotsu, una jove estudiant que es converteix en fetiller i busca controlar l'esperit maleït de la seva amiga de la infantesa, la Rika Orimoto.
Jujutsu Kaisen 0 va rebre una adaptació per a cinemes d'anime de MAPPA, que va ser dirigida per Sunghoo Park i estrenada al Japó el desembre de 2021. Va ser seguit per una novel·lització i un nou capítol de gags escrit per Akutami.

## Argument
En Yuta Okkotsu és un tímid estudiant de secundària de 16 anys que està embruixat per la Rika Orimoto, l'esperit maleït de la seva amiga de la infantesa que havia mort sis anys abans; havien promès casar-se quan fossin grans. Sempre que en Yuta és assetjat, Rika ve en la seva defensa i ataca violentament els seus atacants. El novembre de 2016, en Yuta coneix en Satoru Gojo, un fetiller jujutsu i aleshores, sota la seva tutela, s'uneix a l'Institut de Màgia de Tòquio per aprendre a controlar la Rika. Allà, en Yuta coneix els fetillers en Panda, la Maki Zenin i en Toge Inumaki, que intenten exorcitzar la Rika, però ella els atura fàcilment. En Yuta comença a entrenar amb la Maki, que l'assessora en l'espasa. Durant una missió, la Maki motiva en Yuta a lluitar si vol ser acceptat, la qual cosa fa que controli breument la Rika per destruir un esperit maleït.
Al cap de tres mesos, en Yuta es torna més hàbil i és capaç de controlar la Rika i desenvolupar una relació més estreta amb els seus companys d'estudis. En una missió amb en Toge, en Yuta és descobert per en Suguru Geto, un poderós fetiller enemic que abans era amic d'en Gojo, i desitja eliminar tots els que no siguin fetillers. Llançant un atac a la societat de jujutsu, en Geto envaeix l'escola per prendre la Rika per la força. Tement per la seguretat d'en Yuta, en Gojo envia en Panda i en Toge a l'escola, on ells i la Maki s'enfronten amb en Geto, que els fereix greument. Enutjat, en Yuta allibera la Rika i li promet donar-li la seva ànima si ella l'ajuda a derrotar el seu enemic. Com a conseqüència, en Geto s'escapa, però està greument ferit i li falta un braç. Llavors en Gojo el troba, que li agraeix per haver perdonat la vida als seus estudiants. Tots dos reflexionen sobre la seva antiga amistat.
Després de la batalla, en Yuta se sorprèn de ser encara viu i en Gojo explica que la Rika no havia maleït en Yuta; més aviat, quan la Rika es va morir, en Yuta la va maleir accidentalment utilitzant l'energia oculta que va heretar de la figura de Sugawara no Michizane, obligant-la a restar al seu costat. La Rika passa pacíficament al més enllà i demana a en Yuta, contrit, que visqui una vida plena. En Yuta continua la seva feina com a fetiller amb els seus amics, sense deixar mai de portar l'anell de compromís de la Rika.

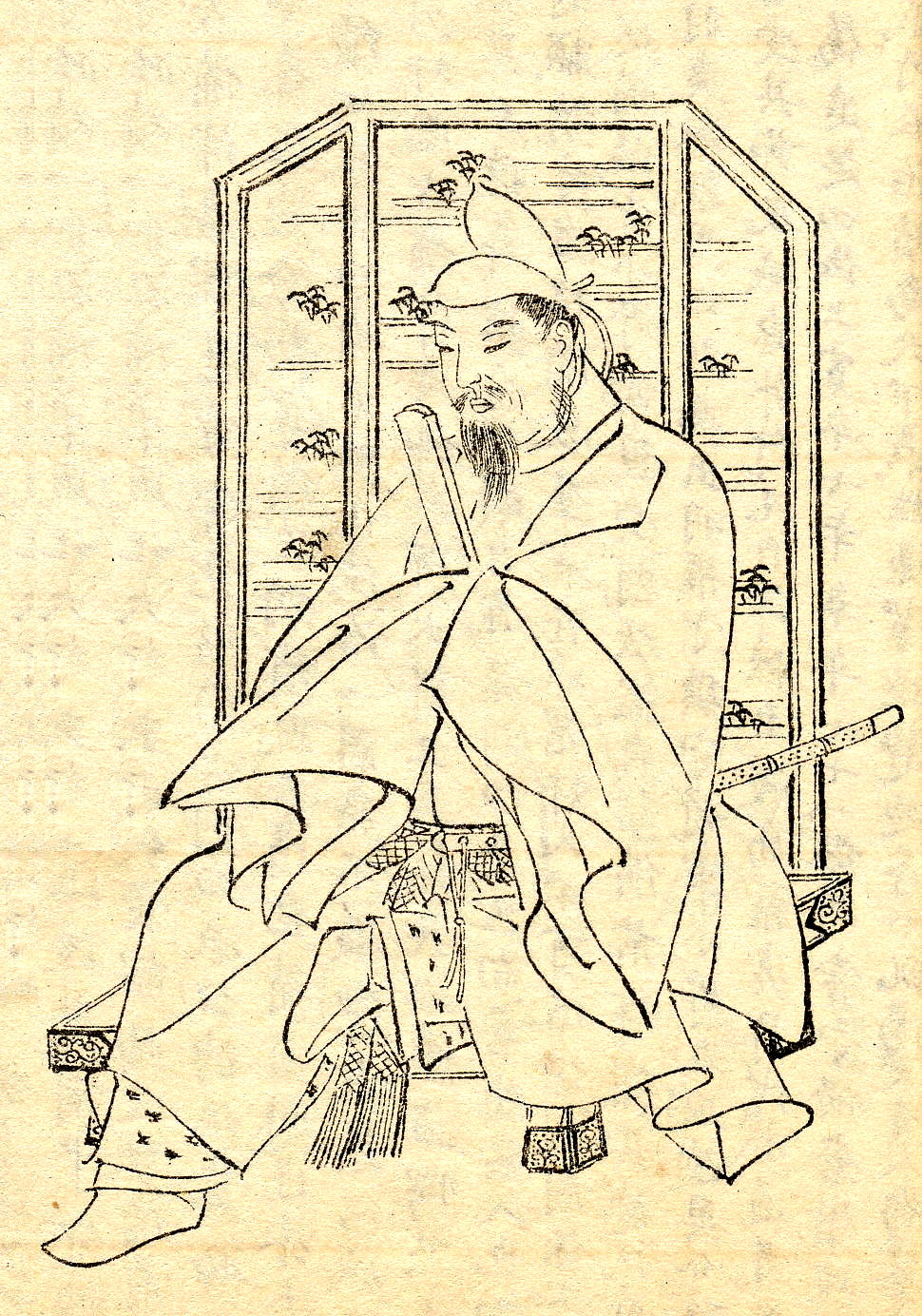
La inclusió de Sugawara no Michizane a la narració va ser l'homenatge d'Akutami al seu difunt editor.

Durant la publicació de la sèrie mensual, Gege Akutami no tenia cap intenció de publicar la seva sèrie a la Weekly Shōnen Jump. La resposta positiva a Escola tècnica superior de màgia de l'àrea metropolitana de Tòquio, però, el va portar a convertir el manga en una sèrie, Jujutsu Kaisen. Quan va començar aquesta sèrie, Akutami no havia planejat cap tema per a la narració, però va tenir la idea de donar als personatges un aspecte cridaner. La narració de Jujutsu Kaisen 0 es va connectar amb l'altre manga, i el capítol final es va concebre tan bon punt va començar a escriure'l. Va dir, però, que al començament no estava segur si aconseguiria de connectar correctament el principi amb el final.
En Yuta i la Rika, els primers personatges creats, estaven pensats com una combinació per al manga. Llavors, Akutami va veure que el disseny inicial d'en Yuta era tan semblant al del seu company Megumi Fushiguro que podria confondre els lectors. Va assenyalar les mateixes similituds entre l'Inumaki i en Yuji Itadori. Com a resultat, Akutami va canviar l'aspecte d'en Yuta per a la sèrie principal.
El primer capítol del manga té una línia que implica el possible ús de Rika, que és comparada amb Oda Nobunaga tal com suggereix un editor. Akutami va incloure una frase sobre Michizane Sugawara, una figura famosa de la història japonesa que s'esmenta com a predecessor d'en Yuta i em Gojo, com a homenatge al difunt editor Yamanaka. El nou editor Katayama va elogiar sincerament l'escena en la qual en Yuta consola la Maki al tercer capítol fins al punt que es posa a plorar, atès que sentia que Yuta entenia realment els sentiments de la Maki. Akutami va decidir revisar aquesta escena al guió gràfic després dels elogis del seu editor. També va dir que en Suguro Geto és un dolent fort, atès que podria haver vençut en Yuta si hagués destruït la barrera sobrenatural entre Shinjuku i Kyoto.

## Publicació
La sèrie de quatre capítols Escola tècnica superior de màgia de l'àrea metropolitana de Tòquio, es va publicar a la revista Jump GIGA de Shueisha del 28 d'abril al 28 de juliol de 2017. Els capítols es van publicar posteriorment en un únic volum tankōbon que es va titular retroactivament Jujutsu Kaisen 0 i es va publicar juntament amb el tercer volum de Jujutsu Kaisen el 4 de desembre de 2018. Es va incloure un capítol one-shot de nou pàgines, que seguia la vida quotidiana d'en Yuta i els altres estudiants de primer any, en un fullet de Jujutsu Kaisen #0.5 Tokyo Prefectural Jujutsu High School, publicat el desembre de 2021, per promoure l'adaptació cinematogràfica del relat. Durant el mes, Shueisha també va llançar una coberta alternativa amb en Yuta i en Yuji per connectar-la amb el primer volum de Jujutsu Kaisen.
A Catalunya, Norma Comics va publicar-ne el manga en català el 25 de novembre de 2022.

## Adaptacions

### Pel·lícula
Sunghoo Park, que va dirigir la primera temporada de l'adaptació a l'anime de la sèrie, originalment volia cobrir la història d'en Yuta en els primers episodis de l'anime Jujutsu Kaisen, però va decidir començar l'anime amb la introducció d'en Yuji al món dels fetillers i les malediccions. Després del final de la primera temporada de la sèrie de televisió d'anime Jujutsu Kaisen, es va anunciar una adaptació cinematogràfica d'anime de Jujutsu Kaisen 0. Igual que amb la sèrie de televisió Jujutsu Kaisen, la pel·lícula està produïda per MAPPA i dirigida per Park. La pel·lícula va ser distribuïda per Toho i es va estrenar el 24 de desembre de 2021. Park va dir que la pel·lícula incloïa contingut nou que no es troba al manga original de Jujutsu Kaisen 0. El guionista de la pel·lícula, Hiroshi Seko, va comentar que volien modificar l'enfocament del creixement d'en Yuta a la pel·lícula a causa de la diferència de durada.

### Novel·la
Una novel·la adaptació de Jujutsu Kaisen 0, escrita per Baraddo Kitaguni i basada en un guió d'Hiroshi Seko, es va publicar el mateix dia de l'estrena de la pel·lícula, el 24 de desembre de 2021.

## Rebuda

### Vendes
Jujutsu Kaisen 0 va vendre 70.774 còpies impreses la primera setmana. Segons Oricon, el manga va vendre més d'1,6 milions de còpies entre el 23 de novembre de 2020 i el 23 de maig de 2021. A novembre de 2021, havia venut més d'1,9 milions de còpies. El llibre es va classificar al 13è lloc a la llista mensual de llibres gràfics de The New York Times el gener de 2022 i va tornar a ocupar el 14è lloc el maig de 2022.